# Villa rustica

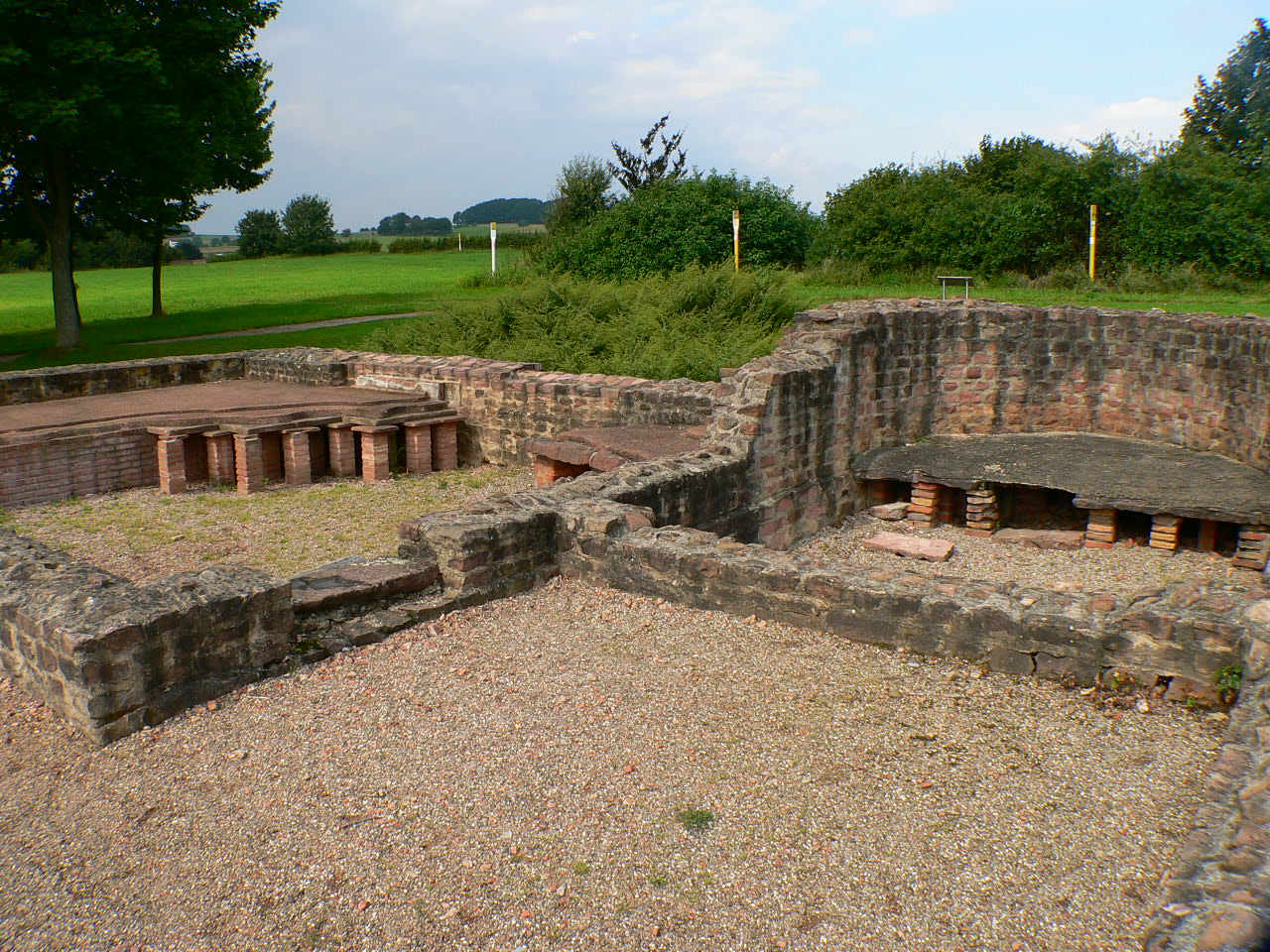
Villa rustica Haselburg в Оденвальде, Германия

Villa rustica (сельская вилла) — термин, использовавшийся в Римской империи для обозначения виллы на открытой сельской местности, часто служившей центром латифундии. Villa rustica служила одновременно и в качестве резиденции хозяина и в качестве административного центра. Термин использовался для отличия этого типа вилл от городских.

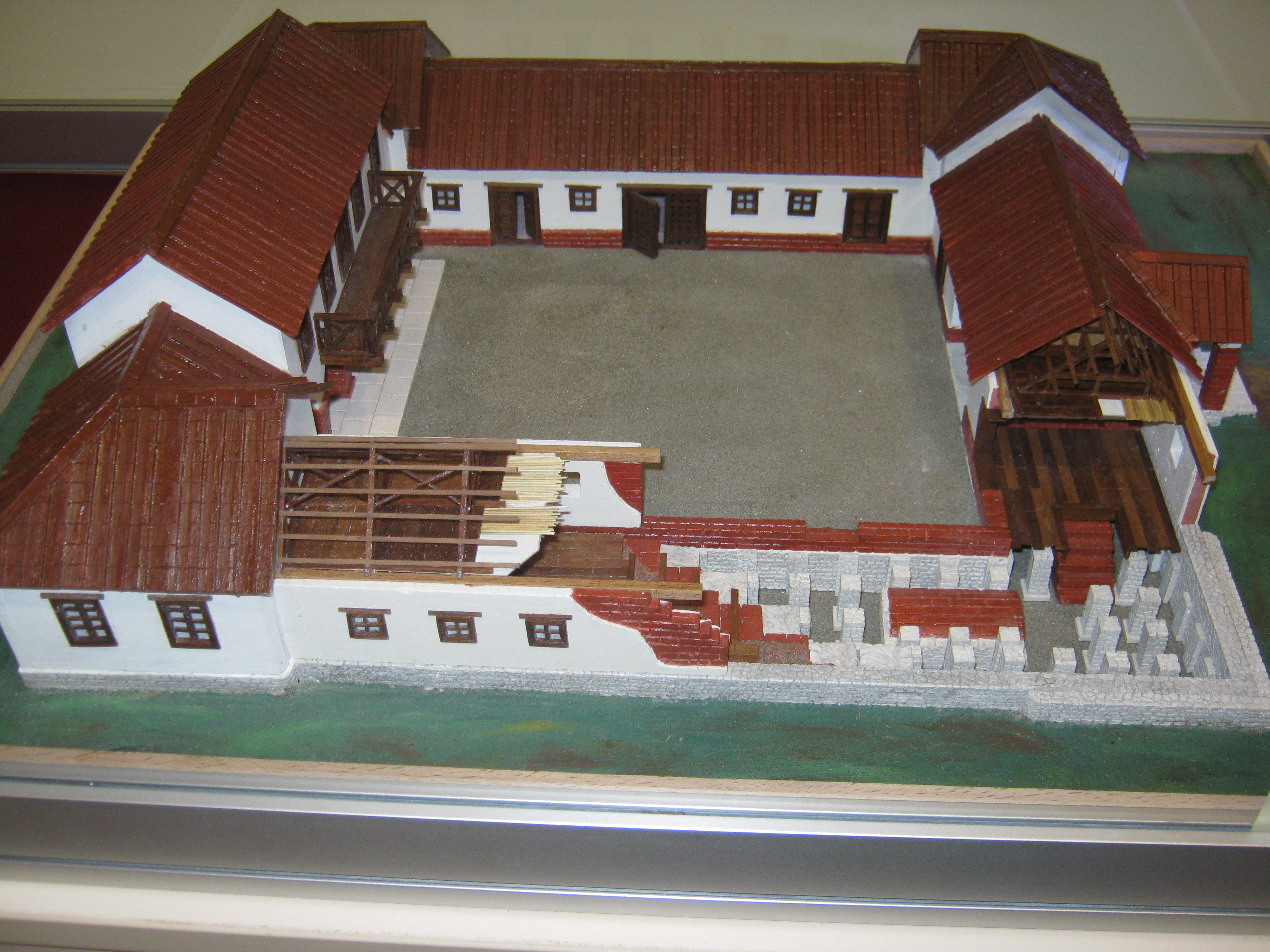
Модель римской виллы Rustica

Внешний вид объекта варьировался в зависимости от архитектора и пожеланий заказчика, но, как правило, он состоял из трех частей: резиденции хозяина (urbana), аграрный центр и сельская местность (rusticana). На территории villa rustica могли находиться жилища работников, амбары и зернохранилища. Примером villa rustica может служить вилла в Боскореале, Италия.

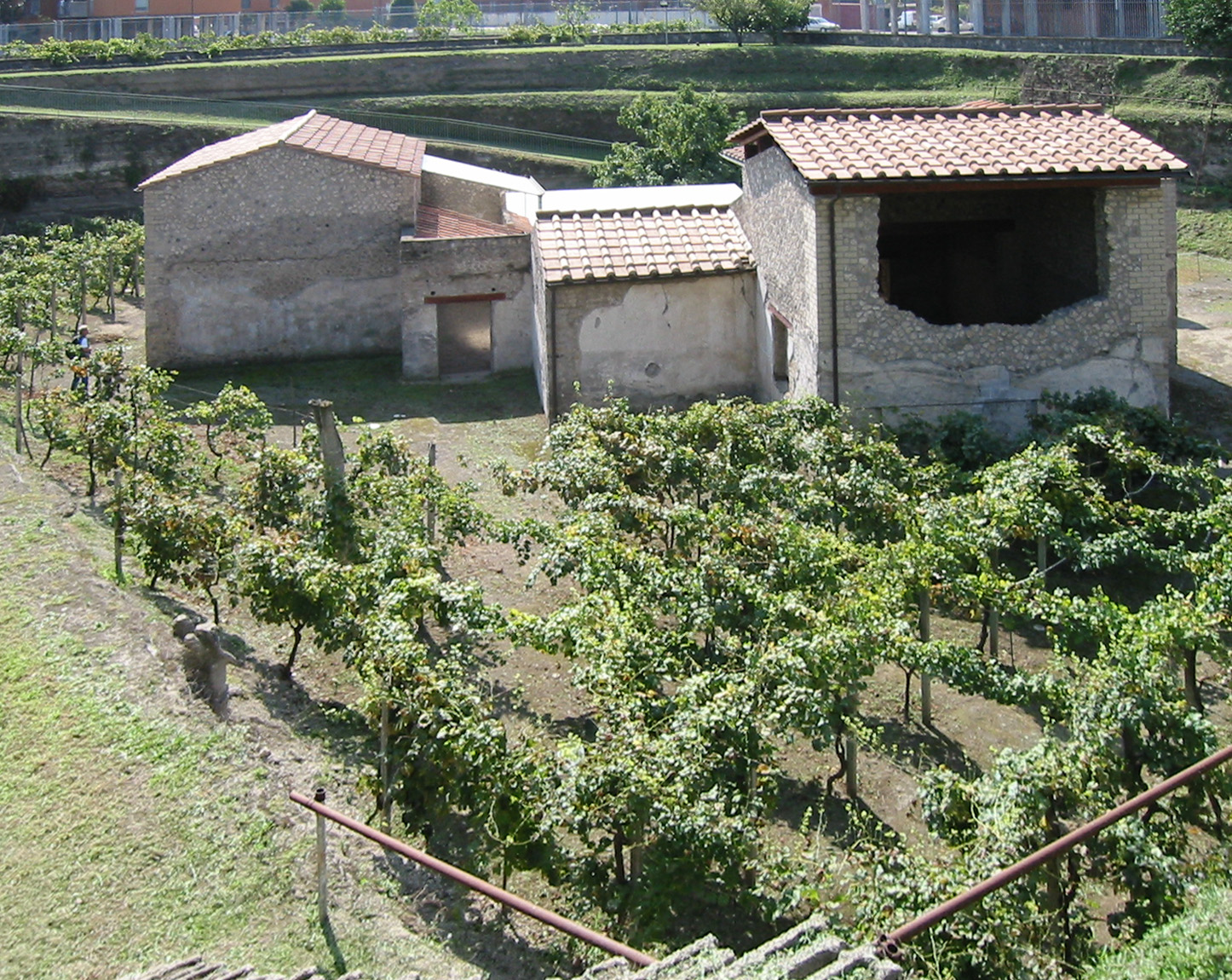
вилла в Боскореале.

## Архитектура

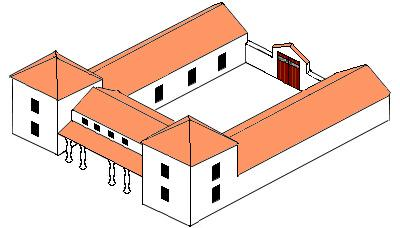
Изометрическая проекция виллы с портиком и угловыми ризалитами.

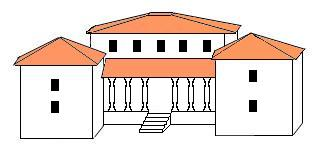
Фронтальный вид виллы с портиком и угловыми ризалитами.

В Италии главное здание виллы Рустика в основном состояло из просторного внутреннего двора, вокруг которого были сгруппированы подсобные помещения (pars rustica), а зачастую двухэтажное жилое крыло (pars urbana) обычно располагалось на северной стороне двора. В галльских и германских провинциях, где большинство известных сегодня рустикалов, тип строительства был совершенно другим. Главный дом часто проектировался как вилла с портиками: фасад был разделен на угловые ризалиты и портик между ними.(Колонный зал, открытый на фронт). Дом и рабочие комнаты домовладельца и его семьи непосредственно с портиком. Часто можно наблюдать центральную комнату большего размера, вдоль которой были расположены несколько комнат. Вопрос о том, является ли это крытым залом или открытым двором, по большей части остается без ответа и не может быть общим. Типы портиков или ризалитов являются доминирующим типом конструкций, которые очень часто встречаются в системах среднего размера, вплоть до крупных дворцовых главных зданий, таких как Вилла Отранг  близ Флиссема.

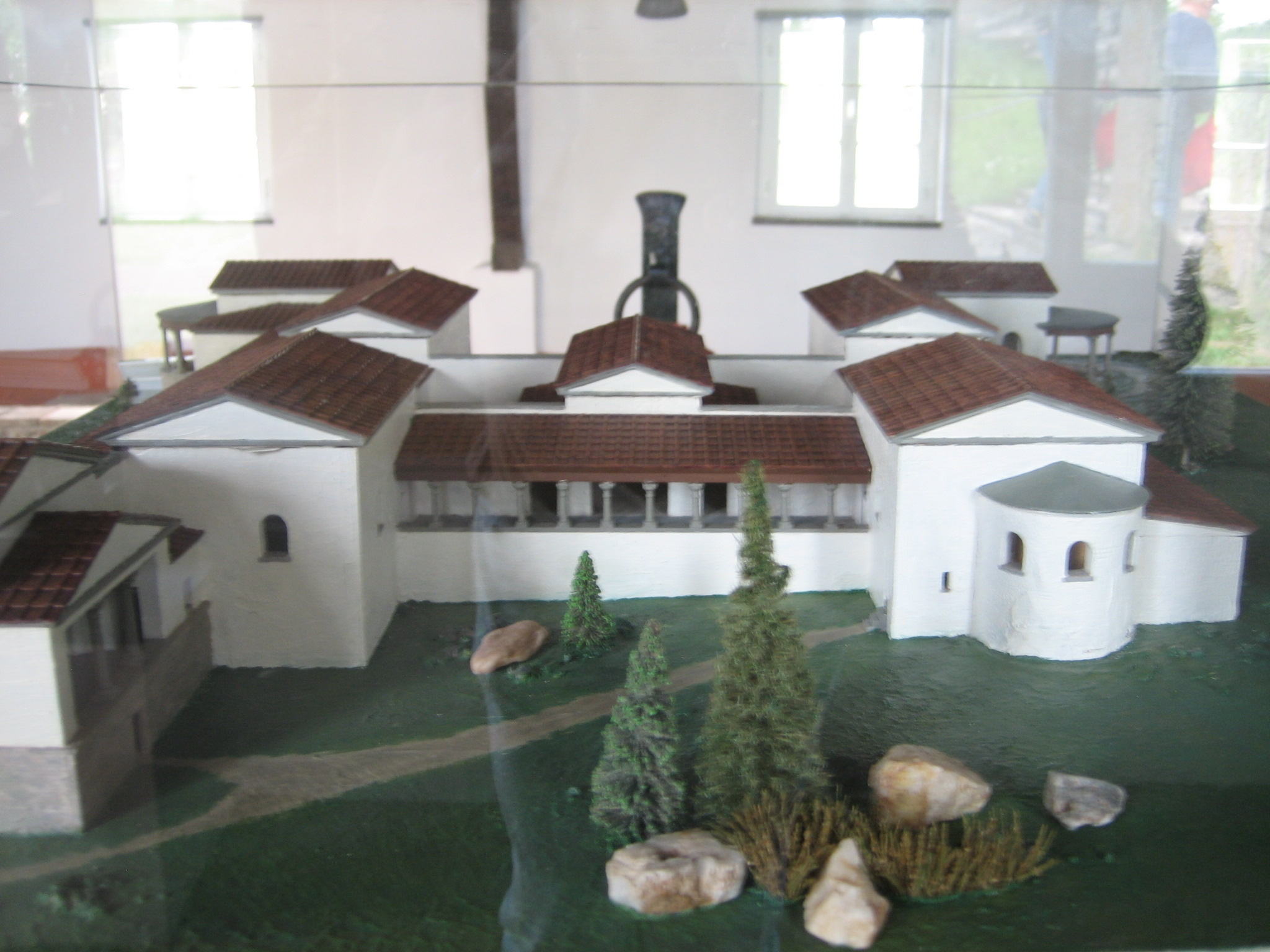
Модель Виллы Отранг.

Более крупные виллы обычно имели обогреваемые ванные комнаты или бани, часто часть комнат приходилось отапливать полами с подогревом (гипокаусты ). Как правило , они имели подвал (Селл) или как складское помещение или святыня для Lares ( и другим защитным богам). Иногда небольшой храм был найден на месте.
Тем не менее, роскошные условия жизни были доступны только для небольшого высшего класса. В некоторых небольших дворах, особенно в районе правого берега Рейна, такого не было - главное здание здесь представляло собой просто каменное здание. Во многих регионах такие усадьбы даже составляют большинство сельских поселений.